# Synagoge (Germersheim)
Die Synagoge in Germersheim, der Kreisstadt des gleichnamigen Landkreises in Rheinland-Pfalz, wurde um 1863 gebaut. Die Synagoge wurde im Erdgeschoss des Gebäudes Oberamtsstraße 12, früher Hauptstraße 39, eingerichtet.

## Geschichte
Das Gebäude wurde von der jüdischen Gemeinde Germersheim als Gemeindezentrum errichtet. Im Obergeschoss befand sich ein Schulraum und eine Lehrerwohnung.
Auf Grund der Aus- und Abwanderung der jüdischen Gemeindemitglieder wurde die Synagoge in der Zeit nach dem Ersten Weltkrieg kaum noch genutzt. Nach 1933 wurden keine Gottesdienste mehr abgehalten.
Im März 1938 erfolgte der Verkauf des Synagogengebäudes durch den Verband Bayerischer Israelitischer Gemeinden an eine Privatperson, die das Gebäude zu einem bis heute erhaltenen Wohnhaus umbaute. Das Gebäude überstand die Novemberpogrome 1938, lediglich einige Fenster wurden eingeworfen.
Die Rundbogenfenster und das Rundbogenportal sowie kleine Davidsterne, die in die Dachgauben eingeschnitzt wurden, erinnern noch an die ehemalige Synagoge.

## Gedenken
Im Jahr 1989 wurde am gegenüberliegenden Stadthaus eine Gedenktafel angebracht.